# Ахілів рефлекс
Ахілів рефлекс — важливий постійний глибокий сухожилковий рефлекс, який викликається при постукуванні по ахілловому сухожилку. Стопа при дослідженні цього рефлексу знаходиться в позиції тильного згинання. Рефлекс вважається позитивним, коли після подразнення молоточком сухожилку відбувається підошовне згинання стопи. Ахілів рефлекс моносинаптичний — його рефлекторна дуга найпростіша й містить один синапс, у якому контактують аферентний і еферентний нейрони.  Він належить до міотатичних рефлексів — власних рефлексів м'язів (у цьому випадку — гомілкового, лат. m. tricipitis surae). Нормальний ахілів рефлекс засвідчує, що шкірна інервація, периферичний моторний (еферентний) нерв, сегмент спинного мозку й зв'язок його з головним мозком не пошкоджені.

## Походження назви
Етимологічно назва рефлексу, як і назва сухожилку, постукування по якому викликає даний рефлекс, походить від імені античного героя Троянської війни Ахіллеса. Прагнучи загартувати сина, його мати Фетіда купала його у водах Стіксу, тому Ахіллес мав єдине вразливе місце — п'яту, за яку вона його тримала, купаючи. 

## Інервація
Рефлекс інервується (забезпечується) великогомілковим нервом (лат. n. tibialis), гілкою сідничного нерва (лат. n. ischiadici), S1-2 крижовими сегментами спинного мозку.

## Дослідження рефлексу
Ахілів рефлекс викликається ударом гумового неврологічного молоточка по ахіловому сухожилку. Пацієнт стає колінами на стілець спиною до дослідника і вільно звішує стопи, або лежить на спині й дослідник згинає ногу пацієнта в коліні й гомілковостопному суглобі носком у напрямку до коліна (тильне згинання стопи), створюючи невеличке розтягнення в ахіловому сухожилку. Іноді, у випадках сумнівного рефлексу, застосовують прийом Єндрасика (угорський лікар ХІХ століття), який полягає в розтягуванні пацієнтом рук, зчеплених у замок (це послаблює контроль кори головного мозку й виключає свідоме гальмування рефлексу).
Рефлекс оцінюється по шкалі від 1 до 4 балів за міжнародною шкалою оцінок, де
- 0 — відсутність рефлексу;
- 1 — знижений рефлекс;
- 2 — нормальний рефлекс;
- 3 — пожвавлений без клонусу;
- 4 — високий рефлекс із клонусом[2].

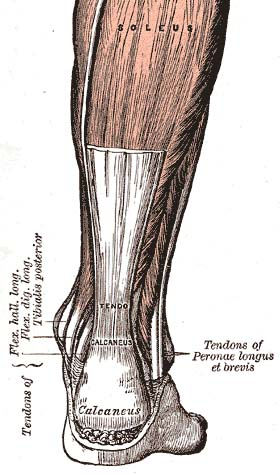
Ахілів сухожилок (лат. tendo calcaneus). Виляд ззаду.
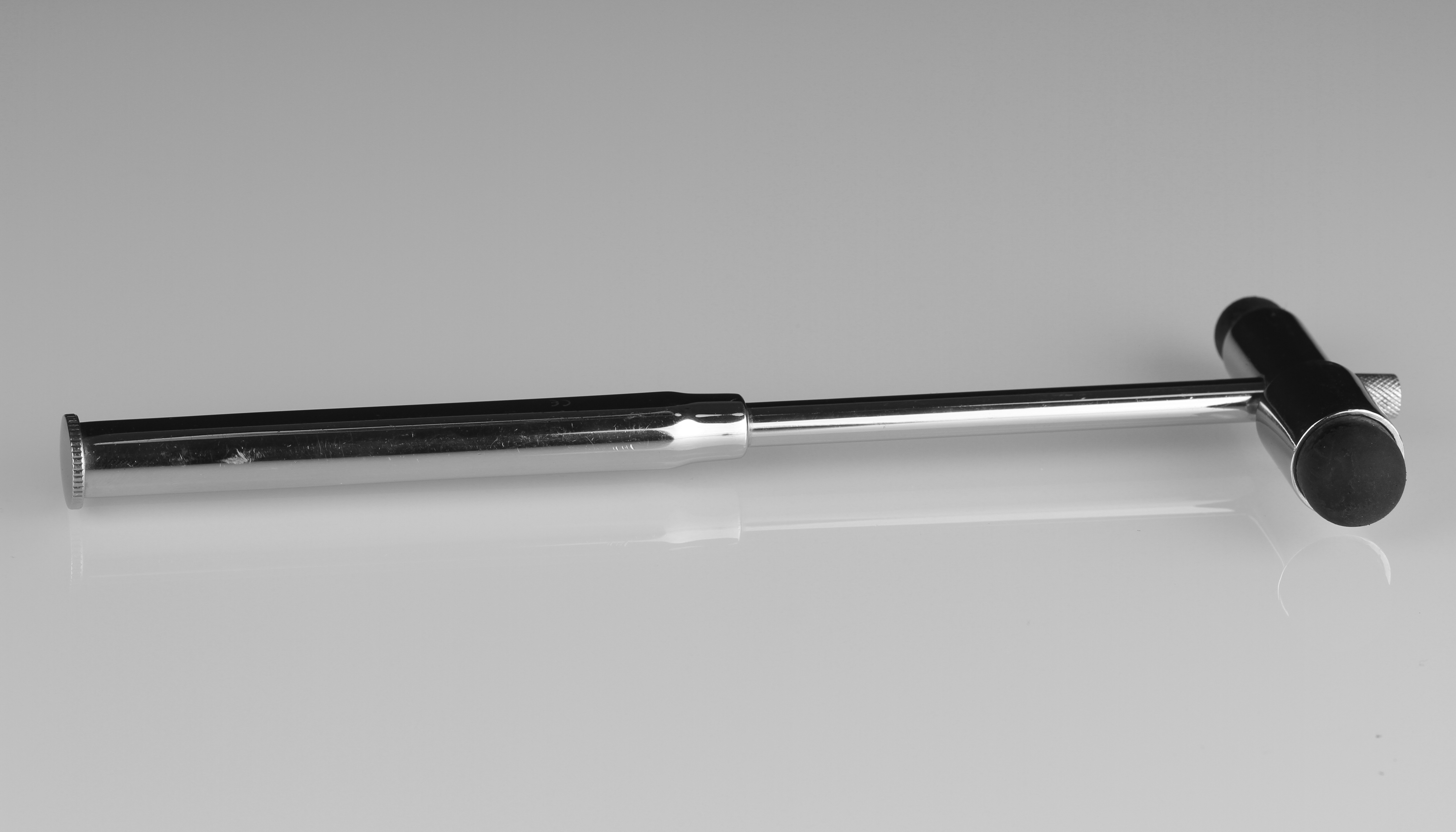
Неврологічний гумовий молоточок
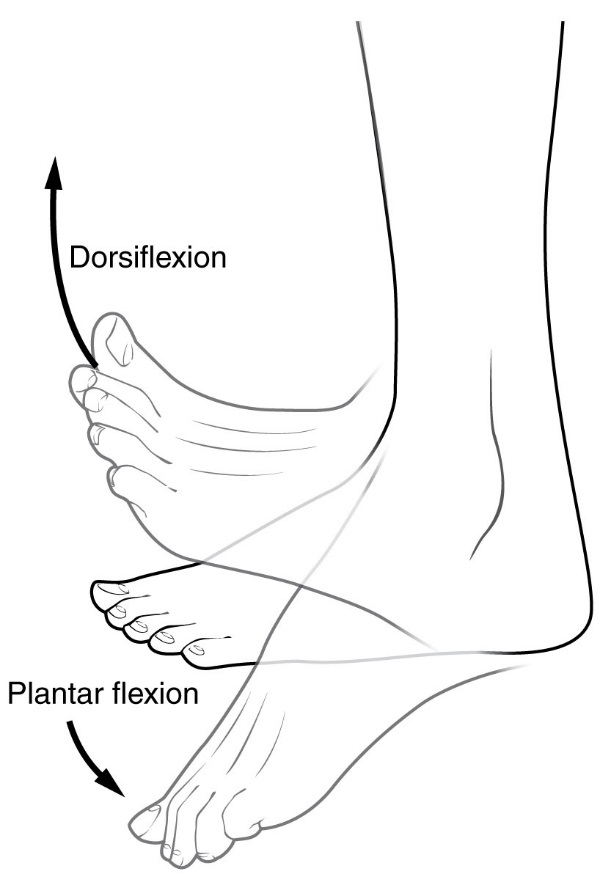
Тильне (на малюнку - англ. dorsi-flexion) і підошовне (на малюнку англ. plantar flexion) згинання стопи

## Клінічне значення
Викликаючи ахілів рефлекс, перевіряють ушкодження S1 і S2 спинномозкових корінців, патологію сідничного нерва. Затримка рефлексу типова для гіпотиреозу. Рефлекс зазвичай відсутній при грижі диску L5—S1. Зниження ахілового рефлексу також може бути ознакою периферичної нейропатії.

### Поширені причини змін рефлексу
- Синдром поперекового міжхребцевого диска
- Поперековий спинальний стеноз
- Ендокринні розлади
  - Гіпотиреоз
- Сіднична невропатія
- Патологія крижового сплетення
- Бічний аміотрофічний склероз
- Синдром кінського хвоста
- Поперекова радикулопатія
- Синдром Холмса-Ейді
- Травма
  - Струс мозку, спинного мозку
- Переохолодження
- Інфекційні захворювання
  - Спинні сухоти
  - Поліомієліт
  - Септичні (гнійні) ураження
  - Арахноїдит
- Онкологічні ураження
  - Первинні
  - Вторинні
- Алергічні, колагенові, аутоімунні захворювання
- Діабетична полінейропатія

### Більш рідкісні причини
- Абеталіпопротеїнемія
- Порушення електролітного балансу
  - Гіпокаліємія
- Авітамінози
  - дефіцит Вітаміну Е
- Вроджені аномалії розвитку
  - Спина біфіда (лат. Spina Bifida) — вроджене незарощення хребців
- Генетичні порушення
  - Гіпокаліємічний параліч
  - Хвороба Шарко–Марі–Тута
  - Спінальна м'язова атрофія
  - Атаксія Фрідрайха
- Ліки й адиктивні речовини
  - Тубокурарин
  - Піридоксин (передозування)
  - Хронічний алкоголізм
- Ідіопатичні

## Клонусстопи
Підвищення ахілового рефлексу до 4 балів називається клонусом стопи й являє собою серію мимовільних, ритмічних, м'язових скорочень і розслаблень, які спричиняють підошовне/тильне згинання стопи. Клонус гомілковостопного суглобу перевіряється швидким згинанням стопи (вгору), що викликає розтягнення в литковому м'язі. 

### Причини
Причинами клонусу можуть бути будь-які ураження спинного мозку травматичного, онкологічного, гнійного, судинного характеру вище рівня S1 внаслідок ураження верхнього моторного нейрона.
 Деякі інші причини клонусу:
- Менінгіт
- Правець
- Хвороба Кройцфельда-Якоба
- ДЦП
- Розсіяний склероз
- Сирінгоміелія